# Малеев, Атанас
Атанас Христов Малеев (болг. Атанас Христов Малеев; 19 ноября 1917, Пловдив — 13 мая 2001, София, Болгария) — болгарский медик, терапевт, академик, педагог, профессор (с 1966), ректор Военно-медицинской академии в Софии, политический, государственный и общественный деятель, генерал-майор. Народный деятель науки БНР (1977). Герой Социалистического Труда НРБ (1984). Лауреат Димитровской премии (1969).

## Биография
Сын учителя. До 1942 года изучал медицину в университете Софии, был членом Болгарского студенческого союза (с 1936). Работал сельским врачом, ординатором окружной больницы. С 1943 по 1944 год руководил противомалярийной службой в г. Любимец (Хасковской области).
Участник антифашистской борьбы в годы Второй мировой войны. Военный врач.
Член БКП с 1945 года.
После войны работал врачом районной больницы в Софии, избирался секретарём местной партийной организации.
С 1948 по 1971 год — военнослужащий, сотрудник Военно-медицинской службы болгарской народной армии. Был начальником отделения внутренних болезней Общеармейской больницы. С 1956 года — главный терапевт Болгарской народной армии, генерал-майор.
С 1960 года — ректор и заведующий кафедрой военно-полевой терапии с клиникой гастроэнтерологии и гематологии Высшего военно-медицинского института.
В 1963—1965 годах — директор Института внутренней медицины и фармакологии.
В 1971 году вышел в отставку и начал работать в университетской клинике.
В 1972 году стал заведующим отделом внутренних болезней и клинической фармакологии.
В 1972 году был одним из основателей Военно-медицинской академии в Софии и её первым ректором (1972—1979), заведовал кафедрой внутренних болезней и клинической фармакологии Медицинской академии.
С 1973 года — первый заместитель министра народного здравоохранения БНР.
С 1974 года — член-корреспондент Болгарской академии наук, с 1981 года — академик. Иностранный член АМН СССР (1974).
Политик. С 1975 по 1977 год —  кандидат в члены ЦК БКП, с 1977 по 1989 год — член Центрального комитета Болгарской коммунистической партии.
С мая 1984 года — член правительства Г. Филипова в качестве президента Президиума Медицинской академии в звании министра.
В 1990 году был исключен из БКП.
Брат Мары Малеевой-Живковой, с 1938 года жены Тодора Живкова, генерального секретаря ЦК Болгарской коммунистической партии (1954—1989).

## Научная деятельность
Автор более 250 научных работ, в т. ч. 5 монографий, по различным разделам внутренних болезней и военно-полевой терапии. Особый интерес представляют его исследования по гастроэнтерологии, посвященные вопросам клиники, профилактики и лечения хронического гастрита, язвенной болезни, вирусного гепатита, хронического колита.
Им изучались и рекомендованы для внедрения в практику ряд лекарственных препаратов — алмагель, бромальгин, розанол и другие.
А. Малеев принимал активное участие в развитии научного сотрудничества между Медицинской академией НРБ и АМН СССР. Он был заместителем председателя Болгарского общества дружбы с СССР.

## Награды
- Димитровская премия (1969)
- Герой Социалистического Труда (НРБ) (1984)
- Орден «Георгий Димитров»
- Заслуженный деятель науки БНР (1967).
- Народный деятель науки БНР (1977)

## Избранные труды
Автор ряда трудов в области медицины.
- „Лечение на острия вирусен хепатит с глюкокортикоиди“ (1962)
- „Курортно лечение на стомашночревните заболявания“ съавтор (1964)
- „Хронични колики“ (1967)
- „Жълтеници“ (1969)
- „Хронични хепатити“ (1974)
- „Съвременни лабораторни изследвания при чернодробните заболявания“ (в соавт. 1977)
- „Ядрената смърт“ (в соавт. 1984)
- „Болести на панкреаса“ (1984)
- „Биотехнологията в медицината“ (1986)